# 蘇澳溪
蘇澳溪位於台灣東北部，為一縣市管河川，幹流長度8.83公里，流域面積29.65平方公里，分佈於宜蘭縣蘇澳鎮中部地區。主流上游為白米河，其源流為粗坑溪，發源於標高966公尺之西帽山東北側，向東北流至粗坑附近，改稱白米河，轉東流至北迴鐵路永春站附近，與另一支流圳頭坑溪會合後，改稱蘇澳溪。本流轉向北流經湖東、公館坑，於蘇澳港注入太平洋。

## 蘇澳溪分洪道計畫
2010年因梅姬颱風侵襲時又逢大潮及東北季風共伴效應，蘇澳市區24小時降雨量高達1,077公釐，超過200年防洪頻率，造成蘇澳鎮龍德里、蘇西里、蘇南里、蘇東里及南方澳嚴重淹水，淹水最深達3.3公尺。2020年宜蘭縣長林姿妙向中央爭取「蘇澳溪分洪道」工程經費，以期降低蘇澳地區淹水風險。計畫將設置內徑10.2公尺、長度2,333公尺之分洪道，分洪量每秒690立方公尺，將蘇澳溪水流由中油油庫附近河段引至內埤海岸南側，排入太平洋，規劃以蘇澳溪沿岸200年重現期距時不淹水為基準。

## 水系主要河川

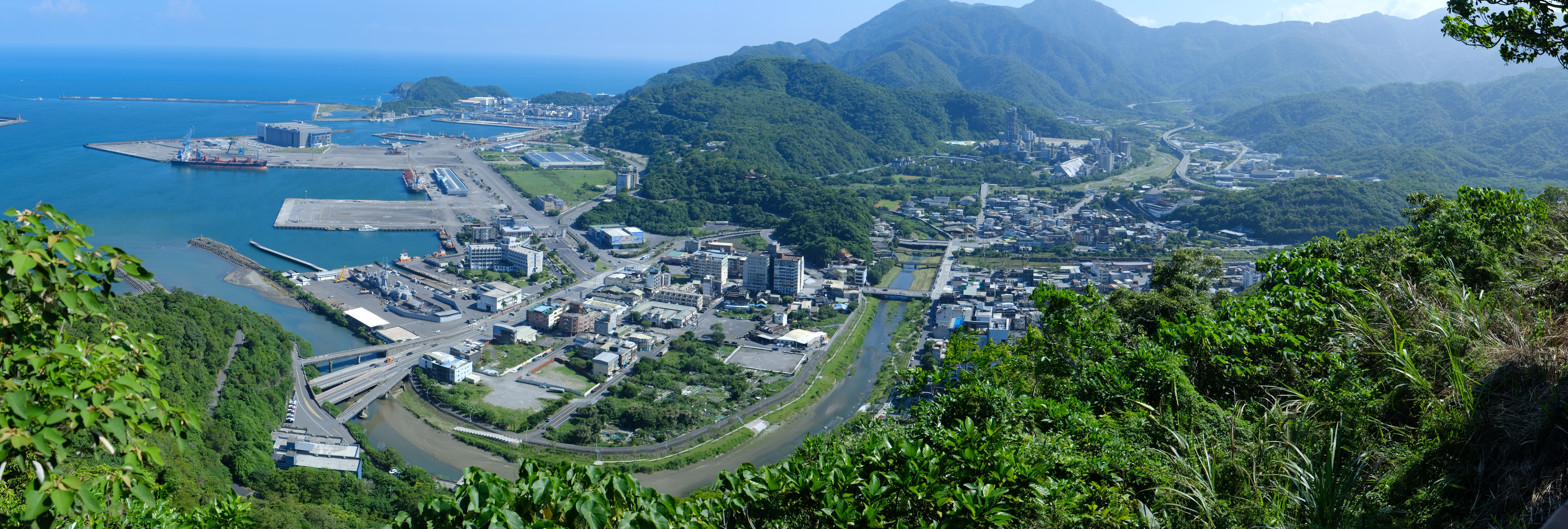
蘇澳溪&蘇澳港

- 蘇澳溪：宜蘭縣蘇澳鎮
  - 圳頭坑溪
  - 白米河
    - 粗坑溪